# 병우
병우(丙禹, ? ~ ?)는 전한 후기의 관료로, 노국 사람이다. 승상 병길의 아들이자 태복 병현의 동생이다.

## 행적
건소 4년(기원전 35년), 중랑장에서 수형도위로 승진하였다.

## 출전
- 반고, 《한서》
  - 권19하 백관공경표 下
  - 권74 위상병길전

| 전임 복 | 전한의 수형도위 기원전 35년 ~ 기원전 31년 | 후임 작 |